# Henrik Frost
Henrik Vilhelm Frost (i riksdagen kallad Frost i Bodum), född 21 mars 1892 i Bodums församling, Jämtlands län, död där 11 december 1928, var en lantbrukare och politiker.
Frost var ledamot av andra kammaren 1926–1928 och tillhörde socialdemokraterna. I riksdagen skrev han tre egna motioner, om vanhävdslagen, skolplikten och om understöd till skolväsendet i kommuner med många kronotorp.